# Santo Domingo (Ecuador)
Santo Domingo de los Colorados, o semplicemente Santo Domingo, è una città dell'Ecuador, capoluogo della Provincia di Santo Domingo de los Tsáchilas e del cantone omonimo.
Situata a 133 chilometri a ovest della capitale Quito, ai piedi della cordigliera andina e nel cuore del paese sudamericano, è il punto di incontro delle principali vie di comunicazione che incrociano le tre regioni principali del paese, collegando Quito alla costa pacifica e ai porti commerciali di Guayaquil e Esmeraldas. Città giovane, la sua posizione strategica l'ha convertita negli ultimi decenni nella città con il più alto sviluppo economico-commerciale e il più alto tasso di incremento demografico del Paese. Nel censimento del 2010, la popolazione di Santo Domingo era di 305.632 abitanti, il che ne fa la quarta città più popolosa dell'Ecuador, dopo Quito, Guayaquil e Cuenca.

## Origine del nome
Il nome Santo Domingo ha origine nel 1660, quando i frati predicatori domenicani evangelizzarono le tribù indigene della zona, e le diedero il nome del loro patrono, ossia Santo Domingo de Guzmán.
È detta "de los Colorados" per la presenza millenaria degli "Yumbos Colorados", poi autodenominatosi Tsáchila (gente vera), tribù indigene così chiamate perché si tingono i capelli con il frutto rosso della pianta di achiote.

## Storia
All'inizio dell'epoca coloniale i suoi territori inesplorati facevano parte del governatorato di Caráquez, successivamente dissolto. In seguito i suoi territori entrarono a far parte all'amministrazione politica del Corrigimiento di Quito e all'amministrazione geografica del governatorato di Atacames, chiamato anche Gobernación de las Esmeraldas.
Nella Carta Geografica di Pedro Vicente Maldonado, redatta nel 1750, Santo Domingo era considerato come nucleo abitato, e nel 1786, il presidente della Audiencia Reale di Quito elegge il primo parroco del paese, il sacerdote Pedro José Enzinas, creando di fatto il "Curato di Santo Domingo". Quasi un secolo più tardi, tra il 1858 e il 1854, un'epidemia di vaiolo colpì la regione e molti indigeni lasciarono la zona; nonostante questo, nel 1861 Santo Domingo venne elevata a rango di parrocchia rurale di Quito, pur senza avere confini ben definiti e indicata come un territorio montagnoso a ovest della Cordigliera delle Ande, nella provincia di Pichincha. Santo Domingo venne poi aggregato al Cantone di Mejía nel 1884, per poi tornare ad essere una parrocchia di Quito nel 1944
Durante la fase repubblicana, dopo l'indipendenza dell'Ecuador, e sotto la spinta del presidente Gabriel García Moreno, iniziarono ad essere costruite le strade verso i porti di Manabì ed Esmeraldas.
Alla fine del XVIII secolo, la via era transitabile e permetteva di arrivare da Aloag (nei pressi di Quito) a Santo Domingo in tre giorni, quindi in altri tre giorni era possibile arrivare a Chone.
Nel 1899 venne ufficialmente creato il villaggio di Santo Domingo de los Colorados; da allora i coloni furono in continuo aumento e arrivarono in particolar modo lavoratori, contadini e contrattisti di opere pubbliche.
La colonizzazione si intensificò negli anni cinquanta del XX secolo, consolidandosi negli anni sessanta con la costruzione della strada che da Aloag, nei pressi di Quito, conduce a Santo Domingo.

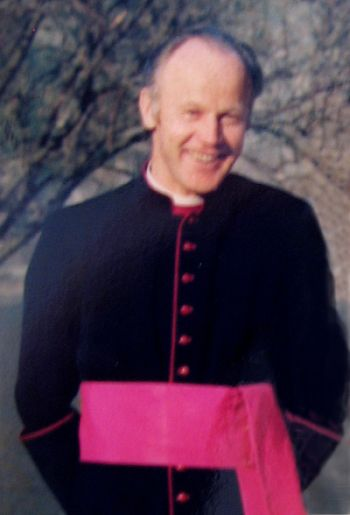
Emil Stehle, il primo vescovo della diocesi di Santo Domingo, promotore di numerose opere pubbliche durante la sua permanenza nella città.

Negli anni quaranta, con la costruzione della nuova strada Quito-Quevedo-Esmeraldas, i Tsàchilas - abitanti storici di quel territorio da tempo immemorabile - videro il loro territorio in parte sottratto e devastato dai lavori della nuova strada, ed in parte invaso da coloni attirati dalle potenzialità di sviluppo connesse alla realizzazione della nuova arteria viaria.
In seguito a questo, il Pone (capo) Abraham Calazacón iniziò una battaglia politica per ottenere il riconoscimento della proprietà storica del territorio agli Tsáchilas, ottenendo al fine l'atto dall'allora Presidente della Repubblica José María Velasco Ibarra, dopo essersi recato a Quito, nell'agosto del 1961, con una delegazione di 100 rappresentanti del suo popolo. Il 20 agosto 1961 al Parque Zaracay, nella piazza principale di Santo Domingo, il presidente ecuadoriano consegna ufficialmente i titoli delle proprietà a membri della comunità dei Colorados, al fine di evitare la divisione e la vendita di quelle terre al fine di preservare l'integrità della cultura Tsachila.
Dal 1963 al 1966 vengono inaugurate le quattro vie che collegano le principali città del paese, Quito, Guayaquil, Chone e Esmeraldas, e Santo Domingo si trova ad essere il più importante crocevia per il collegamento tra le diverse regioni ecuadoriane; ciò porta a una esplosione demografica per l'arrivo di coloni provenienti soprattutto dalle province vicine, che porta la popolazione di Santo Domingo a richiedere al governo nazionale di essere provincia autonoma. Tuttavia, complice anche l'opposizione di politici della provincia di Manabí, il congresso ecuadoriano optò per elevarla al solo rango di cantone, fatto che avvenne il 3 luglio del 1967.
Nel 1987 è divenuta sede vescovile. Il 5 gennaio 1987 infatti, Papa Giovanni Paolo II crea la nuova giurisdizione ecclesiastica, nominando Emilio Lorenzo Stehle, allora vescovo ausiliare di Quito, primo vescovo di Santo Domingo de los Colorados, che diverrà definitivamente diocesi nel 1996 e che comprende, oltre alla provincia di Santo Domingo, la parte occidentale della provincia di Pichincha.
Dopo vari comitati costituitosi già dalla fine degli anni ottanta per la provincializzazione di Santo Domingo, nel novembre del 2007, il cantone viene definitivamente scorporato dalla provincia del Pichincha, diventando provincia autonoma con il nome di Santo Domingo de los Tsáchilas.

## Geografia fisica
Santo Domingo è situata nel fianco occidentale della cordigliera delle Ande, su un basso altopiano inferiore ai 1000 m s.l.m. Data la sua posizione la zona è una delle più piovose dell'Ecuador, è inoltre piuttosto ricca idrologicamente con 5 grandi bacini primari: a est e nord-est il medio e basso corso del Rio Toachi, appartenente al bacino del Rio Blanco; a sud il bacino del Borbón, che fa parte del più grande bacino del fiume Guayas; a sud-ovest si trova il bacino del rio Peripa; a nord-ovest il bacino del Quinindè, mentre a nord-ovest si trova il bacino del Esmeraldas.

### Clima
La zona di Santo Domingo, a un'altitudine di circa 600 metri sopra il livello del mare, gode di un clima tropicale umido, l'inverno, da dicembre a maggio, è caratterizzato da forti piogge notturne alternate a calde giornate di sole, mentre in estate, da giugno a dicembre, il clima è più secco e più fresco, con minime variazioni di temperatura, che oscilla tra i 18 e 26 °C.
| Dati meteo          | Mesi | Mesi | Mesi | Mesi | Mesi | Mesi | Mesi | Mesi | Mesi | Mesi | Mesi | Mesi | Anno  |
| Dati meteo          | Gen  | Feb  | Mar  | Apr  | Mag  | Giu  | Lug  | Ago  | Set  | Ott  | Nov  | Dic  | Anno  |
| ------------------- | ---- | ---- | ---- | ---- | ---- | ---- | ---- | ---- | ---- | ---- | ---- | ---- | ----- |
| T. max. media (°C)  | 27,1 | 27,8 | 28,4 | 28,5 | 27,7 | 26,7 | 26,5 | 26,8 | 26,8 | 26,4 | 26,1 | 26,4 | 27,1  |
| T. media (°C)       | 23,0 | 23,4 | 23,9 | 24,0 | 23,4 | 22,6 | 22,2 | 22,3 | 22,4 | 22,3 | 22,1 | 22,4 | 22,8  |
| T. min. media (°C)  | 19,0 | 19,1 | 19,5 | 19,5 | 19,2 | 18,6 | 18,0 | 17,8 | 18,1 | 18,3 | 18,1 | 18,5 | 18,6  |
| Precipitazioni (mm) | 378  | 500  | 553  | 535  | 299  | 161  | 37   | 39   | 63   | 61   | 39   | 139  | 2 804 |

## Monumenti e luoghi d'interesse
L'ecosistema variegato dei dintorni di Santo Domingo e l'alto numero di specie endemiche nella zona attrae anche turisti amanti della natura e dell'osservazione della fauna.
In città, le attività commerciali e di divertimento notturno girano attorno a via Quito, la zona più ricca della città, dove sono concentrati hotel, bar, discoteche, centri commerciali e altri luoghi di divertimento e svago.

### Parque Zaracay

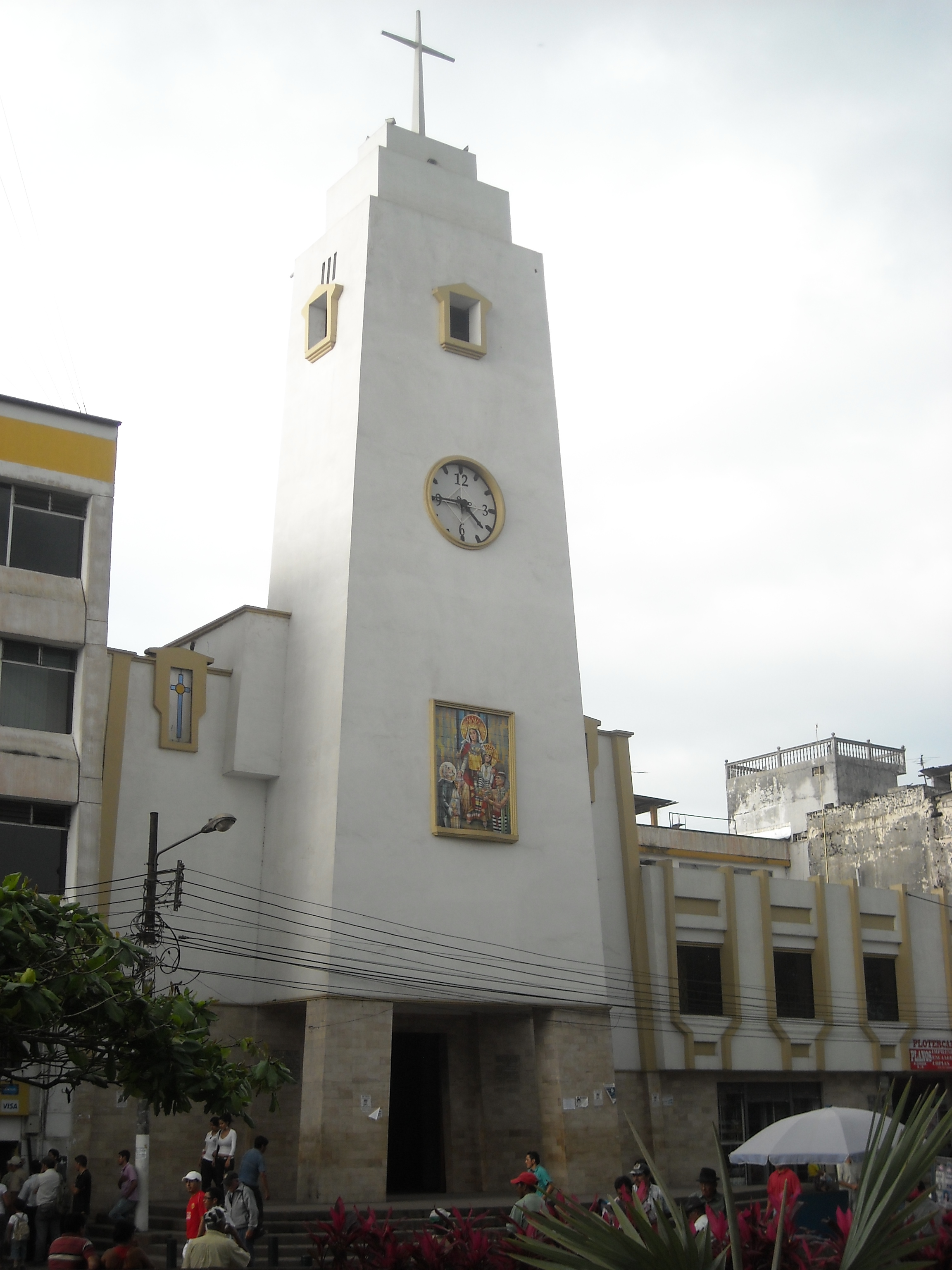
La cattedrale dell'Ascensione, nel Parco Zaracay

I monumenti e le opere più significative sono situate nel Parco Zaracay, o Parque Central; il nome della piazza proviene dalla figura enigmatica e mistica dello sciamano Joaquín Zaracay, governatore Tsáchila dell'inizio del XX secolo. A Zaracay fu dedicato anche un monumento, inaugurato nel 2000, tuttavia, il monumento non rappresenta la figura fisica di Zaracay, del quale non si hanno foto ma che era descritto piuttosto diverso dalla statua, ma di un suo successore, Abraham Calazacón, del quale, al contrario di Zaracay, era perfettamente conosciuto il suo aspetto fisico, per la presenza di alcune foto d'archivio.
Nel Parco Zaracay è situata anche la Cattedrale dell'Ascensione; costruita nel 1947 inizialmente con legno e canna di guadua, è stata elevata a cattedrale con l'avvento a Santo Domingo del primo vescovo, Emil Stehle, e della nascita della diocesi di Santo Domingo. Nel 2003 fu avviata la costruzione di una nuova cattedrale, voluta dal successore di Stehle, il vescovo Wilson Moncayo, nella zona de los Rosales. Denominata del "Buen Pastor", la nuova cattedrale è operativa all'interno ed è sorta grazie ai proventi di alcune lotterie organizzate a tal proposito, e dall'aiuto proveniente da paesi come Germania e Italia..

### Cerro Bombolí
E situato sul viale de Los Colonos nel quartiere Victor Manuel López, ed è parte della riserva ecologica che porta lo stesso nome, costituita da un bosco primario di vecchi alberi, dove si possono trovare vari tipi di felci.
La collina del Bombolí è l'unica elevazione montuosa all'interno del perimetro cittadino, e in cima vi sorge il santuario della Virgen del Cisne.

### Giardino botanico Padre Julio Marrero
Precedentemente chiamato "Jardín Botánico La Carolina", è situato nel nord-ovest della città e fu inaugurato nel 2003. Ha un'estensione di sette ettari e al suo interno si trovano diverse specie arboree autoctone, alberi da frutta e fiori tropicali, oltre a 200 specie circa di orchidee provenienti da varie parti del mondo.

### Bosque Protector La Perla
Chiamato "La Perla" per mezzo secolo, questa foresta protetta si trova a una quarantina di chilometri a nord della città ed è considerata una delle più importanti riserve naturali della zona. È la patria di 250 specie di uccelli come tucani e pappagalli, 33 varietà di felci e piccoli animali come agouti, armadilli e cuchucho.

## Società

### Evoluzione demografica
Al censimento del 2010 la parrocchia di Santo Domingo aveva una popolazione urbana di 270.975 abitanti, che cresce a 305.632 tenendo conto anche della popolazione rurale, il che la pone al quarto posto come numero di abitanti tra le città ecuadoriane, dopo Guayaquil, Quito e Cuenca, ed è quella col maggior tasso di accrescimento demografico dell'Ecuador.

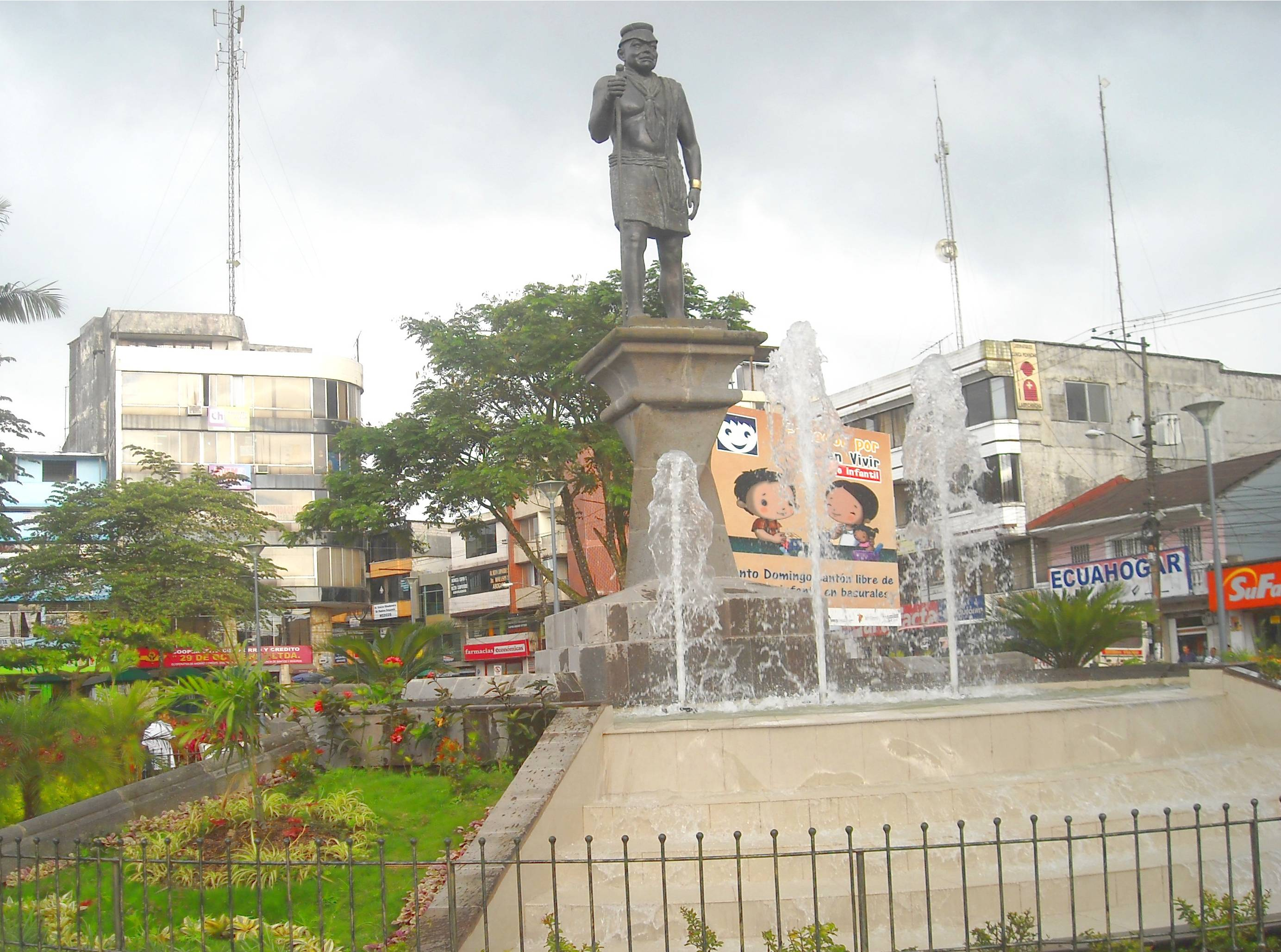
Monumento che rappresenta Abraham Calazacón, nel Parco dedicato a Joaquín Zaracay, primo governatore Tsáchila.

Popolazione urbana

## Risorse
L'abbondante pioggia che cade nella regione durante l'anno ha consentito un fiorente sviluppo dell'agricoltura e dell'allevamento, che sono le principali risorse della città e dell'intera provincia.
Prodotti come cacao, caffè, palma africana, palmito, caucciù, ananas, abacà, yuca e fiori tropicali costituiscono una fonte importante per tutto l'Ecuador, e alcuni di questi, in particolare cacao, caffè e palmito, sono una voce importante nelle esportazioni del paese.

## Infrastrutture e trasporti

### Aeroporti
Nel 1951 fu costruito un aeroporto a Santo Domingo, situato nella parte occidentale della città. Fi inaugurato dal presidente José María Velasco Ibarra e consisteva in 7 hangar e una pista d'atterraggio di 1200 m di lunghezza e 30 di larghezza. L'aeroporto era riservato soprattutto per gli spostamenti dei grandi coltivatori di banano, tuttavia, a causa delle condizioni atmosferiche di Santo Domingo, spesso coperta da nubi, funzionò sempre a mezzo servizio. Nel 2015 il sindaco Víctor Quirola ha richiesto che il terreno venga utilizzato per una moderna autostazione di autobus, e assecondando la sua richiesta, nel settembre 2015 il presidente Rafael Correa ha disposto la chiusura dell'aeroporto chiedendo alla Dirección General de Aviación Civil (DGAC) di cedere senza costi il terreno al municipio di Santo Domingo.

### Strade
Il trasporto urbano dispone di circa 400 autobus che percorrono 30 diverse linee. Le principali arterie della città sono:
- Quito
- Quevedo
- Chone
- Esmeraldas
- Tsáchila
- De los Colonos
- Tsáfiqui
- Abraham Calazacón
- 3 de julio
- 29 de mayo
- Río Toachi
- La Lorena
- Río Lelia
- Jacinto Cortez